# Joan Rubió
Joan Rubió i Bellver (Reus, 24 aprile 1871 – Barcellona, 30 aprile 1952) è stato un architetto modernista spagnolo, di origine catalana.

## Biografia

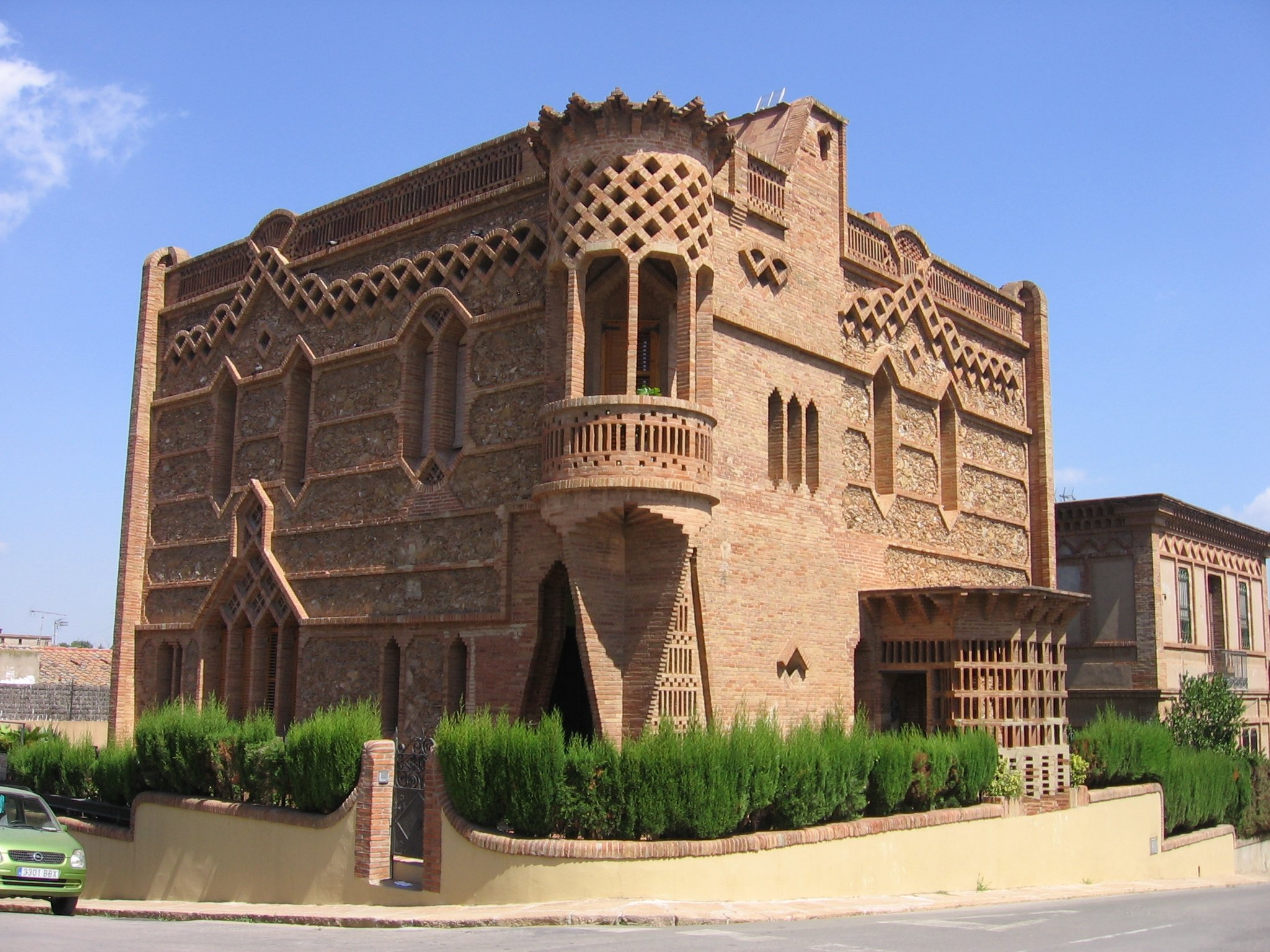
Ca l'Espinal nella Colonia Güell

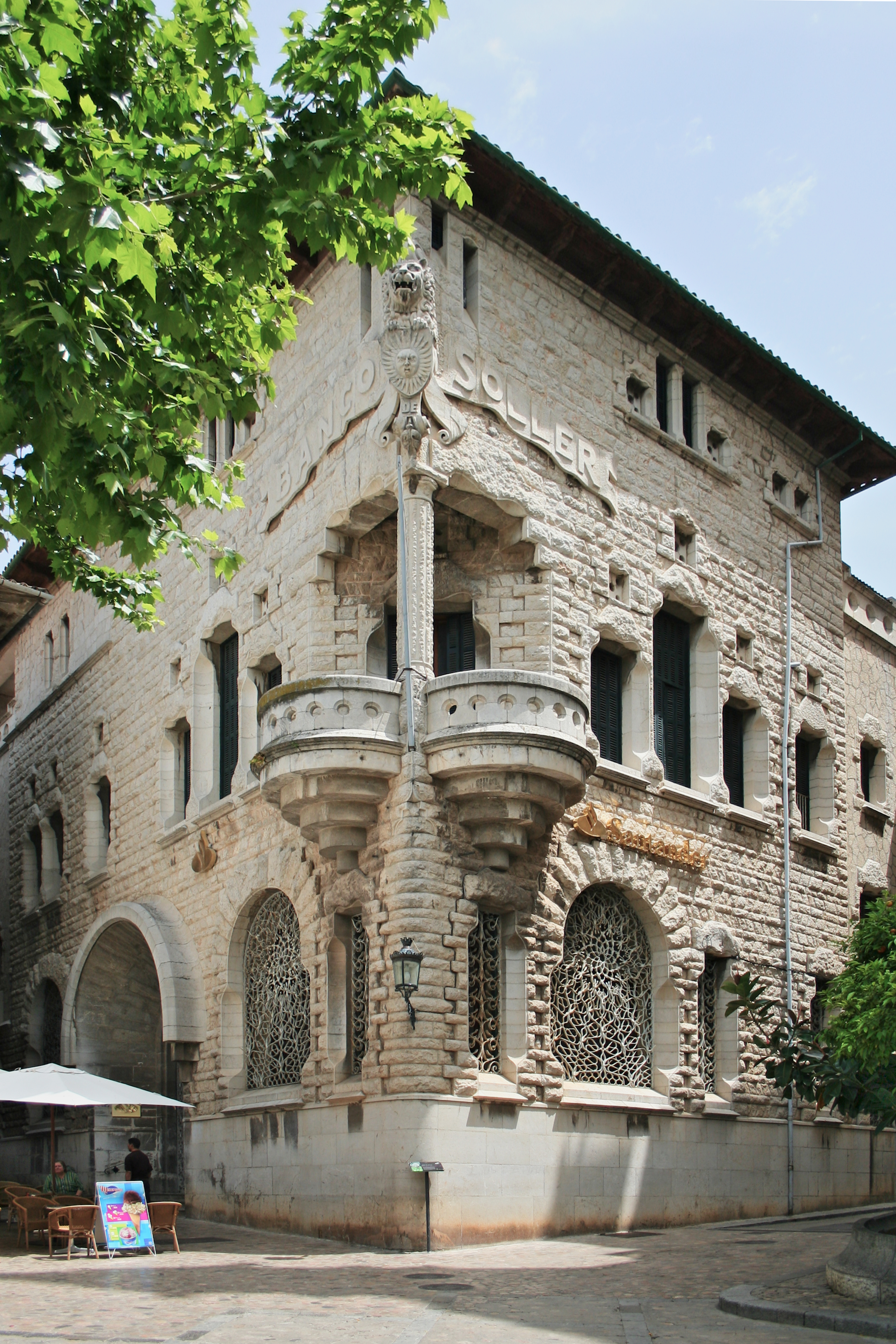
Sede del Banco de Sóller a Maiorca

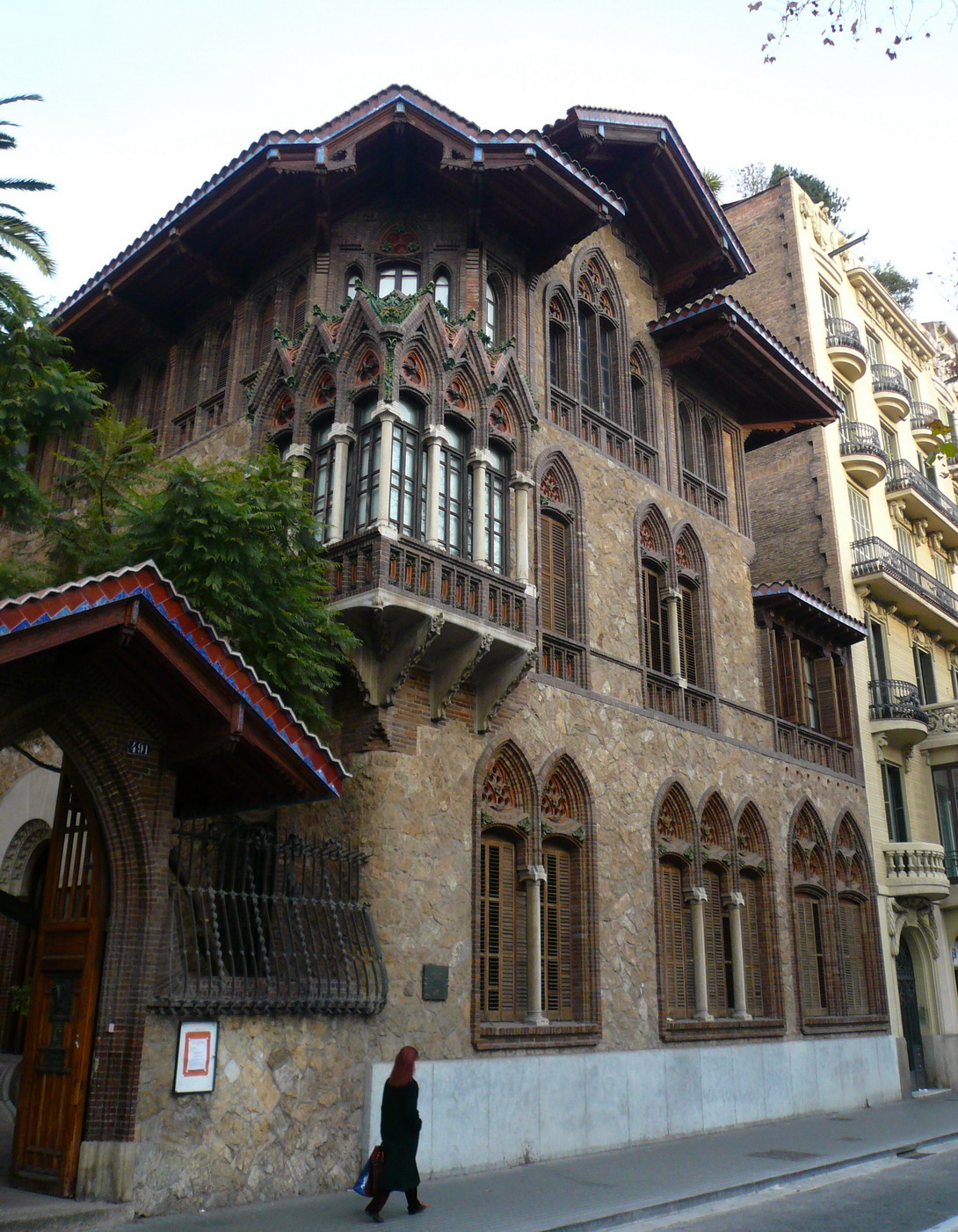
Casa Golferichs a Barcellona

Fu allievo e collaboratore di Antoni Gaudí con il quale collaborò al cantiere della Sagrada Família, della Casa Batlló, della Casa Calvet, del Parco Güell e della Cattedrale di Maiorca. Nell'esperienza della Colonia Güell costruì la sede con Cooperativa (con Francesc Berenguer, 1900) e diverse case di abitazione, come la Ca l'Ordal (1894), la Casa Golferichs a Barcellona (1901) e la Ca l'Espinal (1900) nella Colonia Güell.